# 鳴門村
鳴門村（なるとむら）は、山口県玖珂郡にあった村。現在の柳井市の東部、山陽本線・大畠駅と柳井港駅の中間にあたる。

## 地理
- 海洋 ： 大畠瀬戸
- 山岳 ： 城山
- 河川 ： 石神川

## 歴史
- 1889年（明治22年）4月1日 - 町村制の施行により、大畠村・遠崎村の区域をもって発足。
- 1955年（昭和30年）4月1日 - 神代村の一部（大字神代）と合併して大畠村が発足。同日鳴門村廃止。

## 交通

### 鉄道路線
村内に国鉄山陽本線は通っていたが、駅は存在しなかった。最寄りである大畠駅は神代村に存在した。

### 道路
- 国道188号